# Julie Meyers
Julie Meyers (Hasselt, 17 augustus 2000) is een Belgisch voormalig turnster.

## Levensloop
In 2016 maakte ze de overstap naar de senioren. Ze behaalde dat jaar een 5e plaats met haar team op de Gymnix te Montréal en eindigde er individueel 13e allround en 7e in de grondoefening. Op de Europese kampioenschappen in Bern behaalde ze met haar team een 9e plek. Eveneens in 2016 was Meyers een van de drie reserve voor de Olympische Spelen in Rio
In 2017 volgde een bronzen medaille in de teamfinale van de FIT-Challenge. Na de wereldkampioenschappen van 2018 in Doha zette ze een punt achter haar sportieve carrière.

## Palmares

### Senioren
| Wedstrijd                | Totaal | Totaal | Onderdeel | Onderdeel | Onderdeel | Onderdeel |
|                          | Indiv. | Team   | Sprong    | Balk      | Brug      | Vloer     |
| ------------------------ | ------ | ------ | --------- | --------- | --------- | --------- |
| Open NK 2016             | 13     |        |           |           |           |           |
| EK 2016                  |        | 9      |           |           |           |           |
| Int. tornooi Gymnix 2016 | 29     | 5      |           |           |           | 7         |
| Elite Gym Massilia 2015  | 29     | 4      |           |           |           |           |

### Junioren
| Wedstrijd                       | Totaal | Totaal | Onderdeel | Onderdeel | Onderdeel | Onderdeel |
|                                 | Indiv. | Team   | Sprong    | Balk      | Brug      | Vloer     |
| ------------------------------- | ------ | ------ | --------- | --------- | --------- | --------- |
| BK 2015                         | Brons  |        |           |           |           |           |
| Sandra Clarke Invitational 2015 | Goud   |        |           |           |           |           |